# 千葉県道55号佐原山田線

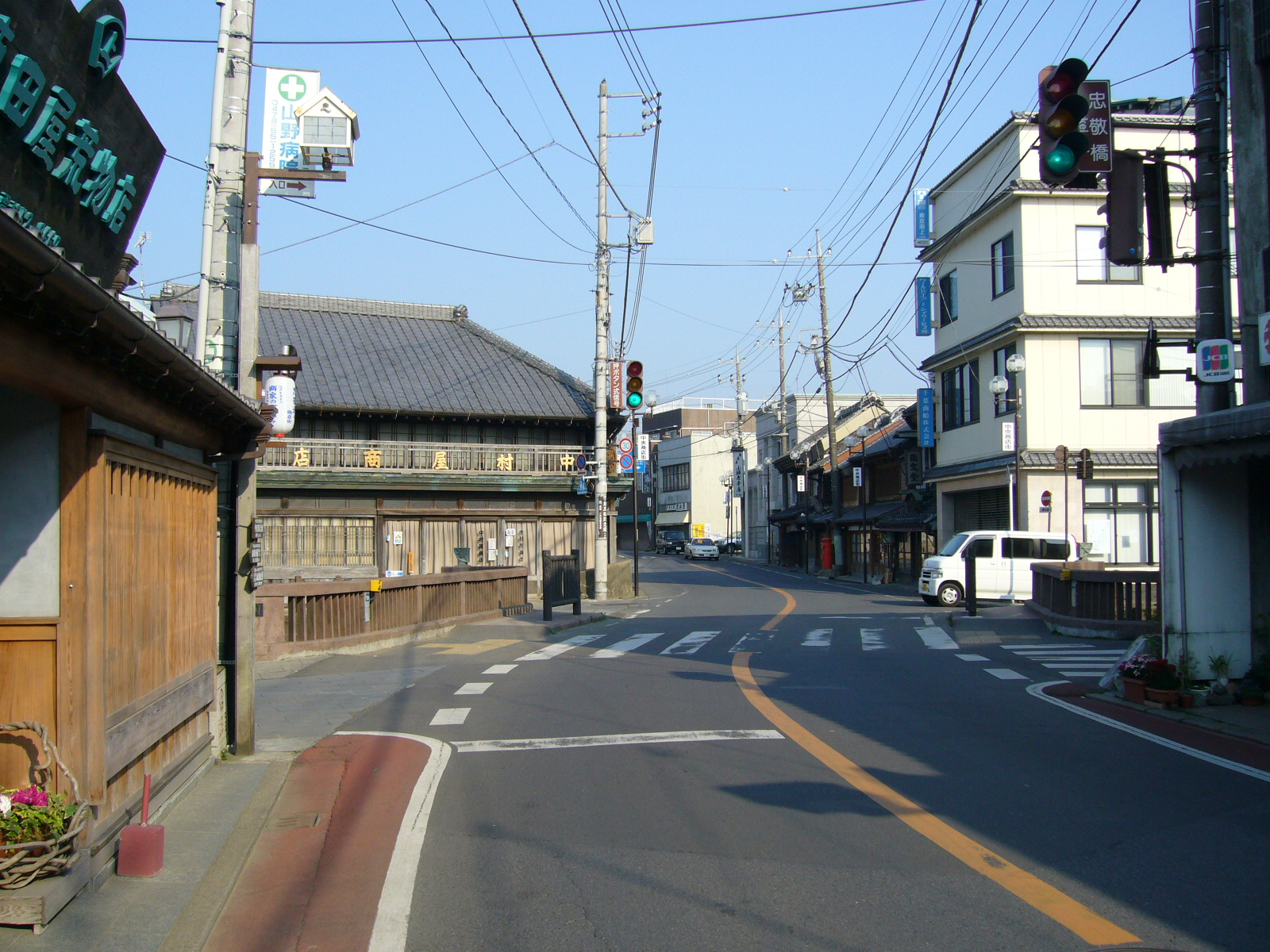
県道55号・忠敬橋付近（2007年4月撮影）

千葉県道55号佐原山田線（ちばけんどう55ごう さわらやまだせん）は千葉県香取市佐原ホの国道356号との交点である「水源橋際」交差点を起点とし、香取市小見の千葉県道28号旭小見川線との交点を終点とする主要地方道である。道中の香取神宮までは「香取街道」を踏襲している。

## 概要
香取市（旧 佐原市）佐原ホの「水源橋際」交差点を起点とし、佐原市街地や香取地区を通過する。佐原市街地では、かつて宿場町として銚子街道や佐原街道、香取街道、多古街道と接続していた。また、「東通り」や「横宿通り」、「忠敬橋」、そして香取神宮までを結んでおり、古くから佐原の幹線道路として指定されている。香取神宮からは東関東自動車道の佐原香取ICと接続し、小見川工業団地を通過、千葉県道44号成田小見川鹿島港線と交差・重複し、山田地区小見を終点とする全長14.2kmの主要地方道である。佐原市街地の「東通り」 - 「横宿通り」間は一方通行である（二輪車を除く）。佐原市街地の小野川に架かる「忠敬橋（ちゅうけいばし）」付近は佐原の町並み（重要伝統的建造物群保存地区、伝統的建造物群保存地区）として国や千葉県、香取市など自治体や行政により法令・条例で定められており、1970年代以降の建造物保存活動の影響により「小江戸」として観光客が多く見られる。佐原と小見川間を結ぶ道路は国道356号（利根水郷ライン）と県道44号・県道55号の2ルートがあるが、アスファルト舗装されたのは県道44号・県道55号の方が早く整備された。

### 路線データ
- 起点：香取市佐原西関戸、国道356号交点「水源橋際」交差点
- 終点：香取市小見、県道28号旭小見川線交点
- 総延長：15.830 km[1]
- 重用延長：0.583 km
- 未供用延長：なし
- 実延長：15.247 km[1]

## 通過する自治体
- 千葉県
  - 香取市

## 接続するおもな道路
- 国道356号（香取市佐原西関戸、水源橋交差点）
- 千葉県道36号佐原停車場線（香取市佐原関戸、大川みどり漬け前の交差点）
- 千葉県道2号水戸鉾田佐原線（香取市佐原北横宿、千葉銀行佐原支店前の交差点）
- 千葉県道16号佐原八日市場線（香取市佐原、香取神宮入口交差点）
- 東関東自動車道佐原香取IC、千葉県道253号香取津之宮線（香取市香取、佐原香取インター入口交差点）
- 千葉県道44号成田小見川鹿島港線（香取市虫幡、300m重複）
- 千葉県道114号八日市場山田線（香取市小見）
- 千葉県道28号旭小見川線（香取市小見）